# Santeri Salokivi
Toivo Santeri Salokivi, till år 1900 Johansson, född 2 september 1886 i Åbo, död 26 mars 1940 i Helsingfors, var en finländsk målare och grafiker.

## Biografi
Salokivi studerade vid Åbo ritskola 1900–1904 och därefter utomlands i München och Paris. Han undervisade vid Ritskolan 1914–1917 och drev en egen målarskola i Helsingfors 1931–1933. Salokivis produktion präglas övervägande av en ljusmättad kolorit. Här återfinns impressionistiskt utformade skärgårdsmotiv, figurkompositioner och fint utförda etsningar. Salokivi är representerad vid Åbo Akademi.
Han är begravd på Sandudds begravningsplats i Helsingfors.

### Uppslagsverk
- Salokivi, Santeri i Uppslagsverket Finland (webbupplaga, 2012). CC-BY-SA 4.0